# GT Interactive
GT Interactive Software Corporation was een Amerikaans uitgever en distributeur van computerspellen die werd opgericht in februari 1993. In 1999 nam het Franse Infogrames een grootaandeel over, waarbij het bedrijf verder ging onder de vlag en naam van Infogrames. Als gevolg van een grootschalige bedrijfsverandering in 2003 ging Infogrames verder als Atari, Inc..

## Geschiedenis
GT Interactive Software Corporation werd in februari van 1993 opgericht als een bedrijfsonderdeel van GoodTimes Home Video, een distributeur van films voor de thuismarkt. Het bedrijf bracht datzelfde jaar nog hun eerste sharewaretitel uit, het zeer populaire Doom. In dat eerste jaar steeg de omzet naar 10,3 miljoen dollar. GT Interactive was de eerste uitgever waarbij ontwikkelaars hun intellectuele eigendom behielden.
In het tweede jaar had het bedrijf een zeer hoge groei van de omzet naar een bedrag van 101 miljoen dollar, een stijging van 880% ten opzichte van een jaar eerder. De samenwerking van id Software bracht hen het tweede grote succes met de speltitel Doom II: Hell on Earth.
Eind 1995 volgde een beursgang waarbij 150 miljoen dollar werd opgehaald, een van de grootste beursintroducties van dat jaar.
Begin 1996 verkreeg GT Interactive de publicatierechten voor het spel Quake van id Software. In datzelfde jaar nam het bedrijf WizardWorks over, die bekend was van de Deer Hunter-serie maar ook de publicatierechten voor het spel Duke Nukem bezat. Eind 1996 werd ook Warner Interactive Europe overgenomen, waarmee GT Interactive ook toegang kreeg tot de Europese markt voor computerspellen.
De omzet nam echter gestaag af in opvolgende jaren en in december 1999 deed Infogrames Entertainment SA (IESA) een van de duurste aankopen in de geschiedenis van het bedrijf. Infogrames kocht 70% van GT Interactive voor 135 miljoen dollar en nam 75 miljoen dollar bankschuld van de nieuwe dochteronderneming. In juni 2000 had IESA nog eens 30 miljoen dollar in GT Interactive geïnvesteerd. Uiteindelijk nam IESA GT Interactive helemaal over en hernoemde het naar Infogrames, Inc. In 2000 werden de spelontwikkelaars Paradigm Entertainment en Den-o-Tech Int. (later DTI) gekocht voor respectievelijk 19,5 miljoen en 5,6 miljoen dollar.
Op 7 mei 2003 reorganiseerde IESA haar Infogrames Inc. tot een afzonderlijke Nasdaq genoteerde onderneming bekend als Atari Inc. en hernoemde haar Europese activiteiten als Atari Europe. Infogrames interactive werd Atari interactive.

## Lijst met gepubliceerde spellen
Een selectie van enkele populaire gepubliceerde spellen:
- Doom (1993)
- Doom II: Hell on Earth (1994)
- Hexen: Beyond Heretic (1995)
- Duke Nukem 3D (1996)
- Quake (1996)
- Z (1996)
- Total Annihilation (1997)
- Blood (1997)
- Oddworld: Abe's Oddysee (1997)
- War Gods (1997)
- Shadow Warrior (1997)
- Unreal (1998)
- Blood II: The Chosen (1998)
- Oddworld: Abe's Exoddus (1998)
- Unreal Tournament (1999)
- Driver (1999)